# John Kundla
John Albert Kundla (Star Junction, Pensilvania; 3 de julio de 1916-Minneapolis, Minnesota; 23 de julio de 2017) fue un entrenador de baloncesto estadounidense.
Entrenó a los Minneapolis Lakers, liderados por George Mikan, que ganaron cinco anillos a finales de los 40 y principios de los 50. Tras once años en Minneapolis, finalizó con un balance de 423-302. 
Posteriormente entrenaría durante nueve años a los Golden Gophers, de la Universidad de Minnesota.
En 1996 fue elegido como uno de los diez mejores entrenadores de la historia de la NBA.

## Estadísticas como entrenador en la NBA
| Equipo      | Temp.   | P   | V   | D   | %V-D | Finalizó      | PP | VP | DP | %V-DP | Resultado                   |
| ----------- | ------- | --- | --- | --- | ---- | ------------- | -- | -- | -- | ----- | --------------------------- |
| Minneapolis | 1948-49 | 60  | 44  | 16  | .733 | 2º en Western | 10 | 8  | 2  | .800  | Gana Campeonato de la BAA   |
| Minneapolis | 1949-50 | 68  | 51  | 17  | .750 | 1º en Central | 12 | 10 | 2  | .833  | Gana Campeonato de la NBA   |
| Minneapolis | 1950-51 | 68  | 44  | 24  | .647 | 1º en Western | 7  | 3  | 4  | .429  | Pierde en Finales Div.      |
| Minneapolis | 1951-52 | 66  | 40  | 26  | .606 | 2º en Western | 13 | 9  | 4  | .692  | Gana Campeonato de la NBA   |
| Minneapolis | 1952-53 | 70  | 48  | 22  | .686 | 1º en Western | 12 | 9  | 3  | .750  | Gana Campeonato de la NBA   |
| Minneapolis | 1953-54 | 72  | 46  | 26  | .639 | 1º en Western | 13 | 9  | 4  | .692  | Gana Campeonato de la NBA   |
| Minneapolis | 1954-55 | 72  | 40  | 32  | .556 | 2º en Western | 7  | 3  | 4  | .429  | Pierde en Finales Div.      |
| Minneapolis | 1955-56 | 72  | 33  | 39  | .458 | 2º en Western | 3  | 1  | 2  | .333  | Pierde en Semifinales Div.  |
| Minneapolis | 1956-57 | 72  | 34  | 38  | .472 | 1º en Western | 5  | 2  | 3  | .400  | Pierde en Finales Div.      |
| Minneapolis | 1957-58 | 33  | 10  | 23  | .303 | 4º en Western | —  | —  | —  | —     | No Playoffs                 |
| Minneapolis | 1958-59 | 72  | 33  | 39  | .458 | 2º en Western | 13 | 6  | 7  | .462  | Pierde en Finales de la NBA |
| Total       |         | 725 | 423 | 302 | .583 |               | 95 | 60 | 35 | .632  | Miembro del Hall of Fame    |